# Julie Salinger (Politikerin)
Julie Salinger (geboren als Julie Braun, 31. Juli 1863 in Ortelsburg, Ostpreußen; gestorben 16. September 1942 im Ghetto Theresienstadt) war eine deutsche Politikerin. 

## Leben
Julie Braun heiratete 1886 den Rechtsanwalt Julius Israel Salinger (1855–1921), mit dem sie den Sohn Paul (1887–1933) hatte, der ebenfalls Rechtsanwalt wurde. Sie zogen etwa 1897 nach Dresden, wo ihr Mann zwischen 1904 und 1919 Prokurist und Mitinhaber einer Schuhfabrik wurde. Julie Salinger wurde ehrenamtlich in der Sozialfürsorge der jüdischen Gemeinde aktiv und war 1902 Mitgründerin des Schwesternbunds in der jüdischen Fraternitasloge B’nai B’rith, dem sie bis Anfang der 1930er Jahre vorstand. Dadurch engagierte sie sich auch im Stadtbund Dresdner Frauenvereine. Bereits 1900 war sie Mitglied im Rechtsschutzverein für Frauen und Mädchen, den sie zwischen 1913 und 1931 leitete. Sie arbeitete in dessen Rechtsschutzstelle und organisierte Eheberatungen. Außerdem war Saliner Mitglied und zeitweise Teil des Vorstands des Vereins Kinderhort und des israelitischen Frauenvereins.
Während des Ersten Weltkriegs war Salinger Mitglied im Zentralausschuss der Kriegsorganisation Dresdner Vereine, der die sozialen Hilfsleistungen für die Bevölkerung organisieren und damit zu einer erfolgreichen Kriegsführung beitragen sollte. Salinger trat für die Einführung des Frauenwahlrechts ein.
1918 war sie unter den Gründern der örtlichen Organisation der Deutschen Demokratischen Partei (DDP) und kandidierte für die Wahl der Sächsischen Volkskammer. Als eine von drei Frauen gelangte sie bei der Wahl am 2. Februar 1919 in die Volkskammer, deren Aufgabe es war, eine Verfassung des Freistaates Sachsen auszuarbeiten. Salinger war Mitglied im Rechenschafts- und im Haushaltsausschuss. Am 14. November 1920 kandidierte sie wie auch Else Ulich-Beil erfolgreich für den Sächsischen Landtag, der sich allerdings schon im September 1922 zu Neuwahlen auflöste. Im Landtag war sie im Prüfungsausschuss tätig und häufig Plenarrednerin. Salinger argumentierte bei der Behandlung der Erwerbslosenunterstützung und der Rentenversicherung für eine Gleichbehandlung von Frau und Mann. Bis Ende der 1920er Jahre war sie im sächsischen Landesverband des Bundes Deutscher Frauenvereine tätig.

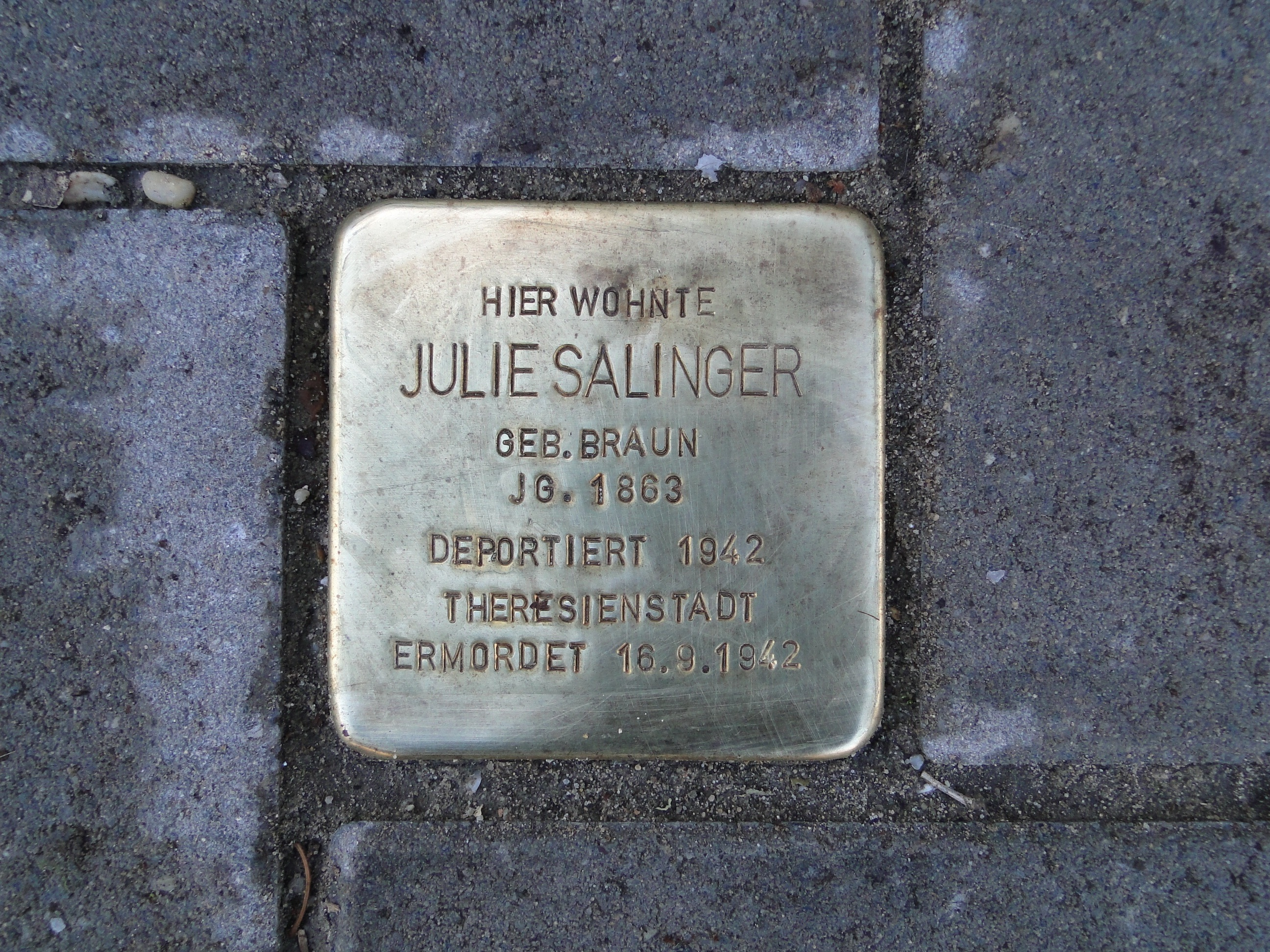
Stolperstein für Julie Salinger in Dresden

Nach der Machtübergabe an die NSDAP 1933 erlebte sie die stufenweise Entrechtung sowie Misshandlungen von Juden und die Reichspogromnacht in Dresden. 1940 wurden sie und ihre Schwester gezwungen, ihre Wohnung zu verlassen und in ein Judenhaus umzuziehen. 1942 wurden beide zunächst mit einem Heimeinkaufsvertrag enteignet und dann am 25. August 1942 in das Ghetto Theresienstadt deportiert, wo sie infolge der unmenschlichen Haftbedingungen starben.
Seit 2012 erinnert in Dresden vor ihrem letzten frei gewählten Wohnhaus Bayreuther Straße 14 ein Stolperstein an Julie Salinger. Außerdem ist in der Dresdner Neustadt eine Straße nach ihr benannt.